# آلس‌دورف، آلتن‌کیرشن
السدراف، التنکیرچن (به آلمانی: Alsdorf, Altenkirchen) یک شهر در آلمان است که در راینلاند-فالتس واقع شده‌است.

## خصوصیات
السدراف ۵٫۹۳ کیلومترمربع مساحت دارد ۱۹۲ متر بالاتر از سطح دریا واقع شده‌است.